# Joe Perry (Footballspieler)
Fletcher Joseph „Joe“ Perry (* 22. Januar 1927 in Stephens, Arkansas; † 25. April 2011 in Tempe, Arizona), Spitzname „The Jet“ war ein US-amerikanischer American-Football-Spieler. Er spielte unter anderem in der National Football League (NFL) bei den San Francisco 49ers als Fullback.

## Spielerlaufbahn

### Collegekarriere
Joe Perry besuchte in Los Angeles die Highschool. Er spielte danach am Compton Junior College als Teamgefährte von Hugh McElhenny American Football. Im Jahr 1945 erzielte er in der Saison 22 Touchdowns. Bevor er seinen Schulabschluss ablegen konnte, wurde er von der United States Navy eingezogen und spielte dort für eine Marinemannschaft, wo er einem Spieler der San Francisco 49ers auffiel, der wiederum die Mannschaftsleitung über Perry informierte.

### Profikarriere
Der dunkelhäutige Joe Perry erhielt 1948 von den 49ers einen Profivertrag. Die Mannschaft aus San Francisco spielte in der All-America Football Conference (AAFC), einer Konkurrenzliga der NFL. Trainer der Mannschaft war Buck Shaw, der Perry als Fullback in der Offense der Mannschaft einsetzte. Bereits in seinem Rookiejahr erzielte Perry mit zehn Touchdowns durch Laufspiel eine Ligajahresbestleistung. 1949 konnte er mit seiner Mannschaft in das AAFC-Endspiel einziehen, wo man allerdings den Cleveland Browns mit 21:7 unterlag. Perry hatte auch in diesem mehrere AAFC-Jahresrekorde aufgestellt. Aufgrund finanzieller Probleme stellte die AAFC nach dieser Saison ihren Spielbetrieb ein und die 49ers wurden in die NFL aufgenommen. 1952 verpflichteten die 49ers Hugh McElhenny, als dessen Vorblocker er fortan fungierte. Trotz dieser Aufgabe erhielt Perry aber immer wieder die Möglichkeit, seine Fähigkeiten als balltragender Spieler unter Beweis zu stellen. 1953 und 1954 erlief er jeweils über 1000 Yards Raumgewinn in einer Saison. Auch diese Werte stellten Jahresbestleistungen dar.
Im Jahr 1957 konnte Perry mit seiner Mannschaft in die Play-offs einziehen, wo man allerdings an den Detroit Lions mit 31:27 scheiterte. Nach der Saison 1959 wechselte Perry zu den von Weeb Ewbank trainierten Baltimore Colts. 1963 kehrte er zu den 49ers zurück. Perry musste noch drei Spiele ableisten, um von der NFL eine Pension zu erhalten. Er hielt unerwartet neun Spiele lang durch und beendete nach dieser Saison seine Laufbahn.
Joe Perry hielt mit 9.723 Yards erzieltem Raumgewinn in einer Profikarriere den entsprechenden NFL-Rekord. Er hatte damit Steve Van Buren, der mit 5860 Yards den Rekord gehalten hatte, deutlich übertroffen. Der Rekord von Perry wurde später durch Jim Brown gebrochen.

## Nach der Spielerlaufbahn
Joe Perry arbeitete bereits während seiner Spielerlaufbahn als Radiomoderator. Zeitweise arbeitete er als Scout der 49ers und war als Repräsentant von Gallo Family Vineyards tätig. Ferner betrieb der Hobby-Bowling-Spieler Joe Perry ein Geschäft für Bowlingzubehör. Joe Perry war verheiratet und hatte drei eigene Kinder und eine Stieftochter. Er lebte vor seinem Tod mit seiner Frau in Chandler, Arizona. Am 25. April 2011 verstarb Perry im Alter von 84 Jahren an den Folgen seiner Demenz. Seine Leiche wurde verbrannt, die Grabstätte ist unbekannt. Die Familie spendete sein Gehirn für wissenschaftliche Untersuchungen der Boston University.

## Ehrungen
Joseph Perry spielte dreimal im Pro Bowl, dem Abschlussspiel der besten Spieler einer Saison. Er wurde viermal zum All-Pro und 1954 zum NFL MVP gewählt. Perry war Mitglied im NFL 1950s All-Decade Team, in der Bay Area Sports Hall of Fame und in der Pro Football Hall of Fame.